# كابوتيرا
كابوتيرا، (بالإنجليزية: Capoterra)‏، (سردينيا: LatinCaput Terrae)، هي بلدية، في مدينة كالياري، سردينيا، إيطاليا. في عام 2011، بلغ عدد السكان 24017 نسمة، وهي جزء من منطقة كالياري الحضرية.

## السكان
في سنة 1861 بلغ عدد السكان 1٬151 نسمة، وتطور العدد ليصل في سنة 2011 لـ 23٬255 نسمة.
يظهر هذا المخطط البياني تطور النمو السكاني لـ كابوتيرا

## توأمة
لكابوتيرا اتفاقيات توأمة مع:
- بيسكيرا دل غاردا